# Baksei Chamkrong

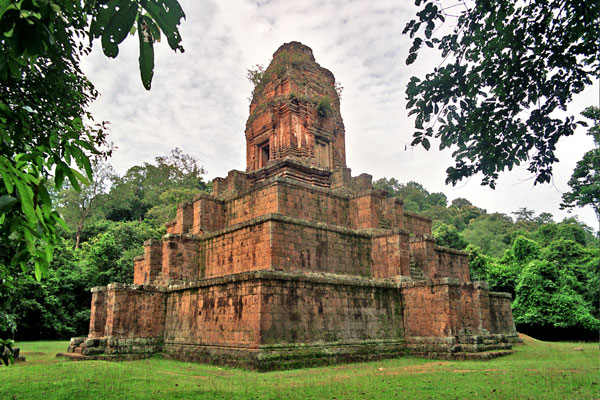
Vista do templo.

Baksei Chamkrong (em Khmer: ប្រាសាទបក្សីចាំក្រុង) é um pequeno templo hindu localizado no complexo de Angkor, em Siem Reap, Camboja. É dedicado a Lord Shiva e usado para manter uma imagem de ouro dele. O templo pode ser visto no lado esquerdo ao entrar no portão sul de Angkor Thom. Foi dedicado a Yasovarman por seu filho, o rei Harshavarman. O templo foi concluído por Rajendravarman II (944-968).

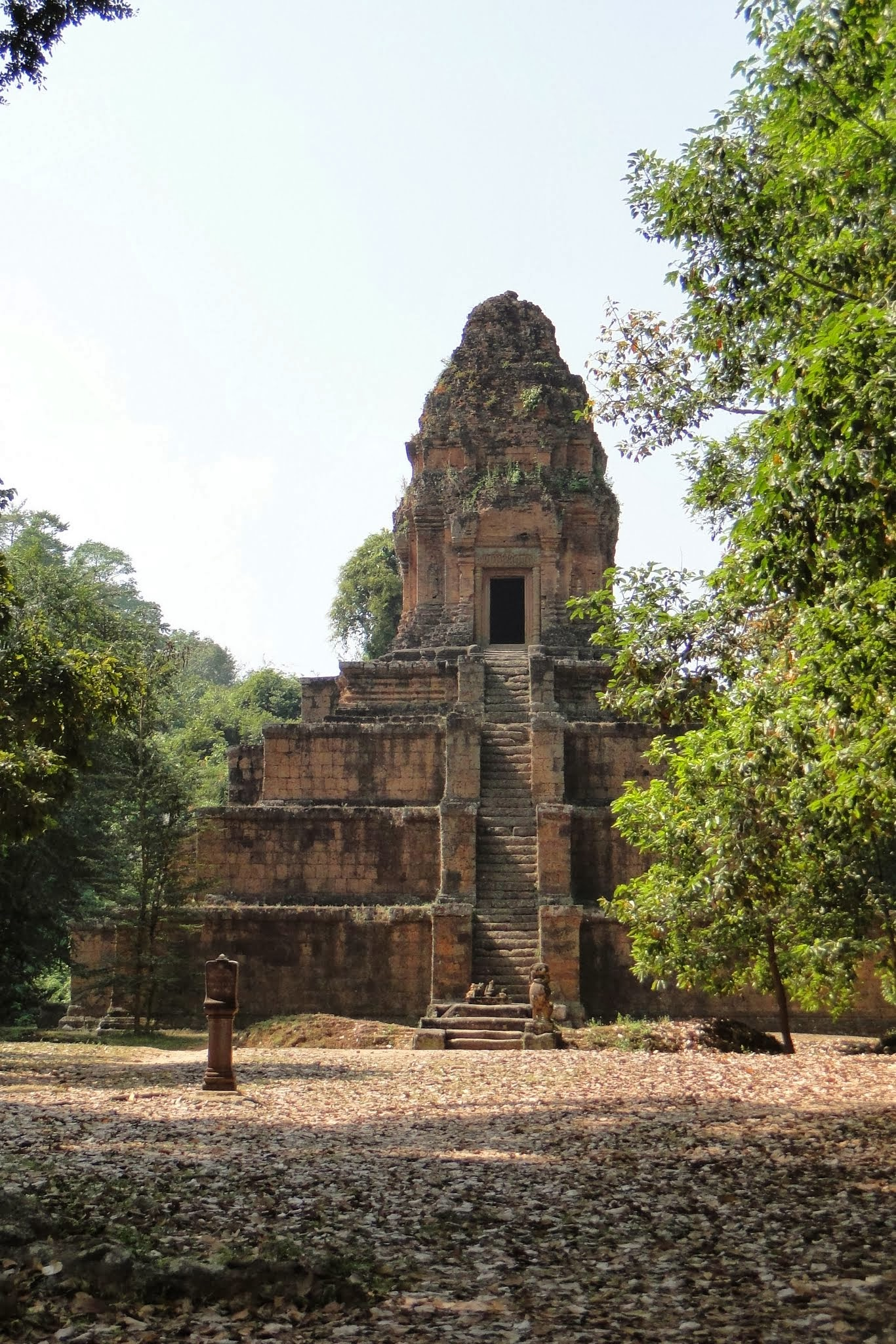
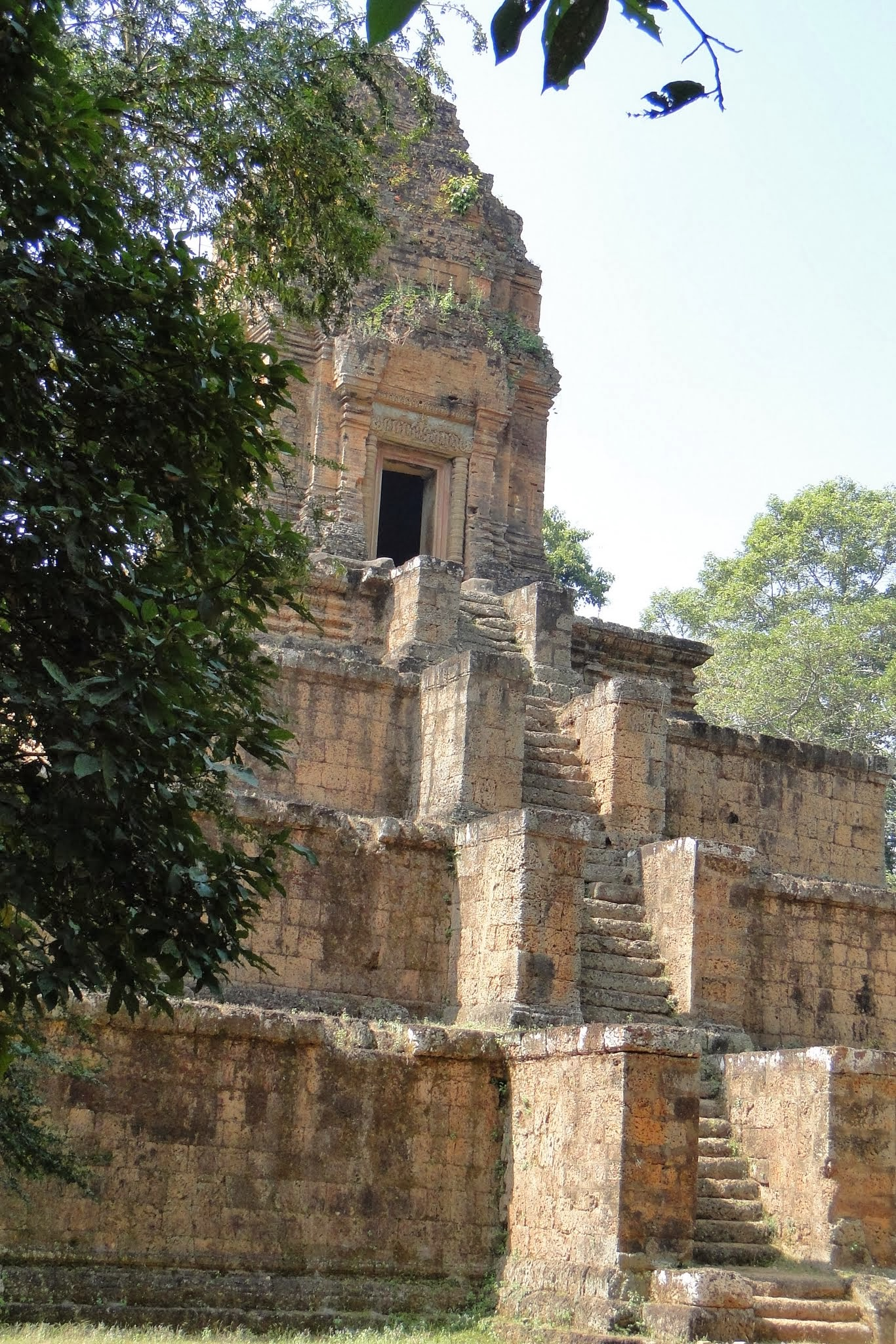
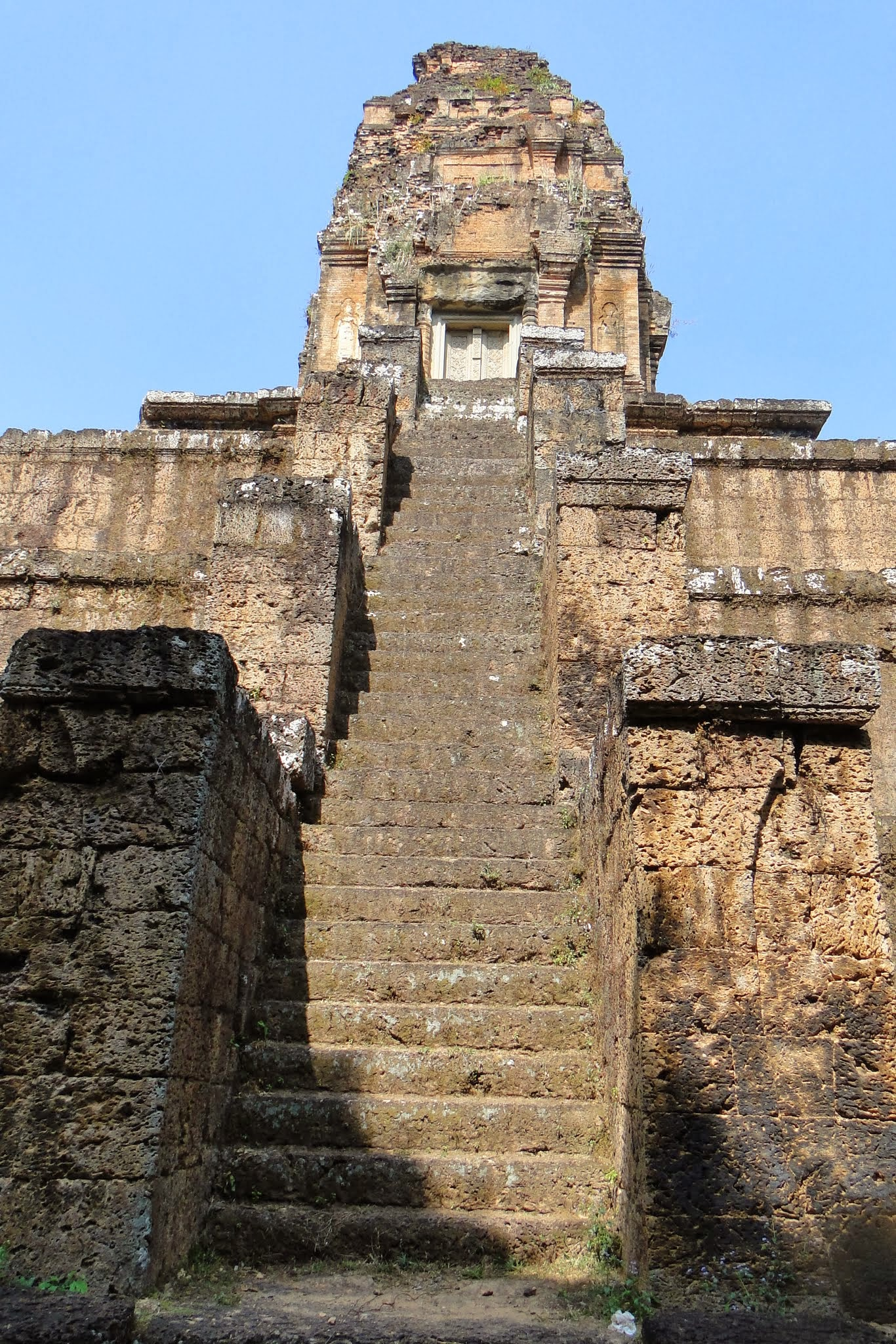